# Penicillium canescens
Penicillium canescens Sopp – gatunek grzybów z klasy Eurotiomycetes. Mikroskopijne grzyby strzępkowe.

## Systematyka i nazewnictwo
Pozycja w klasyfikacji według Index Fungorum: Penicillium, Aspergillaceae, Eurotiales, Eurotiomycetidae, Eurotiomycetes, Pezizomycotina, Ascomycota, Fungi.
Po raz pierwszy opisał go w 1912 roku Olav Johan Sopp i nadana przez niego nazwa naukowa jest ważna. Synonimy:
- Penicillium kapuscinskii K.W. Zaleski 1927
- Penicillium raciborskii K.W. Zaleski 1927
- Penicillium raciborskii var. lunzinense Svilv. 1941
- Penicillium yarmokense Baghd. 1968

## Morfologia i fizjologia
Kolonie na agarze z roztworem Czapeka rosną dość ograniczenie, osiągając średnicę 3,5 × 4 cm w ciągu 10–12 dni w temperaturze 24 °C. Mają powierzchnię kłaczkowatą, składającą się z luźnej sieci przeplatających się strzępek wegetatywnych wyrastających ze zwartego filcu bazalnego, promieniście bruzdowaną z nieregularnie wybrzuszonym centralnym obszarem kolonii, są lekko strefowane, zarodnikujące dość obficie, zasadniczo jednolite w całej kolonii, z marginesem wzrostu o szerokości 2 do 4 mm. Mają barwę od białoszarej do szarej, podczas wytwarzania zarodników zieloną, z wiekiem stają się szare. Wysięk ograniczony, jasnobursztynowy. Kolonia jest bez zapachu lub o nieokreślonym zapachu. Rewers początkowo w odcieniach złocistożółtych, przechodzący w głęboki pomarańczowobrązowy, po dwóch tygodniach kasztanowobrązowy. Penicillusy wytwarzane są obficie, są zmienne pod względem wielkości i złożoności i silnie rozgałęzione. Wyrastają albo na konidioforach wyrastających z podłoża i mających długość do 400–500 µm, szerokość około 3–3,5 µm, albo na krótkich odgałęzieniach strzępek. Mają ścianki wyraźnie chropowate, składające się z różnorodnie ułożonych, rozbieżnych struktur, 1, 2, 3-okółkowych, z metulami o wymiarach zwykle około 10–20 µm × 2,5–3,0 µm, ramionami w skupiskach po 4–10 i wymiarach 7–9 µm × 2–2,5 µm, z wyraźnymi końcówkami konidiów, wąskimi, ale stosunkowo krótkimi. Łańcuchy konidialne, powstające z oddzielnych metuli, mają tendencję do przylegania i tworzenia luźnych kolumn w młodych kulturach, ale w starszych koloniach stają się bardziej rozbieżne. Młode konidia jajowate do prawie kulistych, w stanie dojrzałym stające się kuliste, ze zgrubiałymi ścianami, przeważnie o średnicy 2–2,5 µm, czasami większe.
Kolonie na agarze z ekstraktem słodowym osiągają rozmiar 2,5–3 cm w ciągu 10–12 dni, są kłaczkowate o luźnej teksturze, nieco grzybicze, o grubości około 1 mm, w przybliżeniu zielone, równomiernie zarodnikujące na całej powierzchni. Brak wysięku. Rewers w silnych brązowych odcieniach, penicillusy jak na agarze, ale z tendencją do wytwarzania trwałych kolumn zarodników.

## Występowanie i zastosowanie
Występuje na wszystkich kontynentach poza Antarktydą. Grzyb glebowy. W Polsce podano liczne stanowiska w glebie ziemi uprawnej, w ryzosferze, na sadzonkach, korzeniach i nasionach wielu roślin zielnych i drzewiastych.
Niektóre szczepy P. canescens wytwarzają antybiotyk o nazwie canescin. Wykazuje on umiarkowane działanie przeciwgrzybicze, hamując kiełkowanie zarodników Botrytis allii przy stężeniu 12,5 μg./ml. Jest tylko nieznacznie bakteriostatyczny.